# Ryonggang-gun
Ryonggang-gun (koreanska: 룡강군) är en kommun i Nordkorea.   Den ligger i provinsen Södra P'yŏngan, i den sydvästra delen av landet, 40 km sydväst om huvudstaden Pyongyang.